# Halbschuh

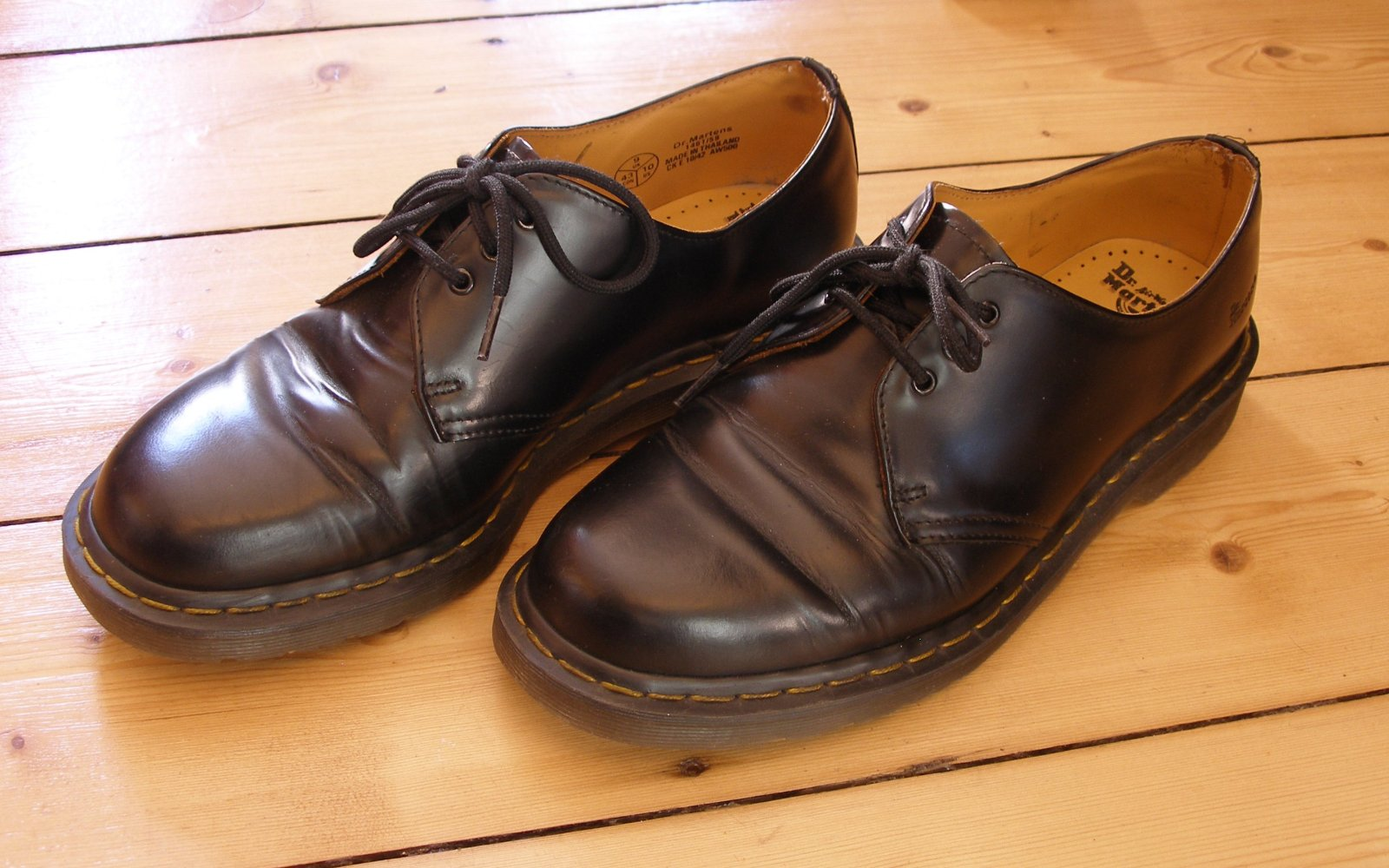
Gebrauchte Halbschuhe (Doc Martens)

Der Halbschuh ist eine Form der festen Fußbekleidung und zählt zu den Schuhen. Er ist im Gegensatz zur Sandale durch ein geschlossenes Schuhoberteil (Schaft) gekennzeichnet und grenzt sich gegen den Stiefel durch die Schafthöhe ab, die vorne bis maximal in die Fußbeuge und seitlich bis unter die Knöchel des Fußes reicht. Er wird bei trockenem, kühlem bis warmem Wetter getragen und ist somit vom Frühjahr bis zum Herbst der meistgetragene Schuhtyp.

## Varianten

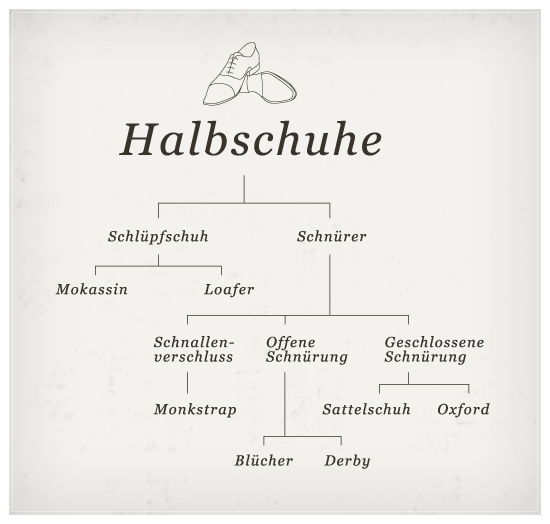
Halbschuhe

- Verschluss: Halbschuhe können als Schlupfschuh (Loafer) gebaut oder mit einem Verschluss (Schnürung, Klettband, Riemen) ausgestattet sein. Die meisten anzutreffenden Halbschuhe zählen zur Gruppe der Schnürschuhe, sind also mit einem Schnürsenkel verschlossen, der entweder durch Ösen oder durch Schlaufen/Ringe (Ghillyschnürung) verläuft. Haken (Agraffen) sind bei Halbschuhen nicht gebräuchlich, da sie keine Vorteile bieten.
- Material: Als Schaftmaterial kommen hauptsächlich verschiedene (Kunst-) Fasergewebe und Leder zum Einsatz. Leder bietet einen größeren Komfort, kostet aber zugleich mehr. Für den Schuhboden (Sohle) ist Gummi oder Leder am gebräuchlichsten.
- Modelle: Halbschuhe kommen in Form verschiedener Schuhmodelle auf den Markt: Derby, Oxford, Spectator, Norweger, Monkstrap, Pennyloafer und so weiter.
- Verwendungszweck: Halbschuhe können je nach Einsatzzweck vom eleganten Tanzschuh aus Lackleder mit dünner Ledersohle bis hin zum Gartenschuh aus plastifizierten Obermaterial mit Profilgummisohle in verschiedenen Schaftschnitten, Preis- und Qualitätsklassen gefertigt sein.

Für die Wintermonate und an Regentagen sind hochgeschnittene Halbschuhe (so genannte Bootees) oder Stiefel wegen der besseren Schutzwirkung gegen Wettereinflüsse besser geeignet. Diese sind jedoch schwerer und lassen nur eine geringere Belüftung des Fußes zu.